# Borgone Susa
Borgone Susa is een gemeente in de Italiaanse provincie Turijn (regio Piëmont) en telt 2310 inwoners (31-12-2004). De oppervlakte bedraagt 5,0 km², de bevolkingsdichtheid is 462 inwoners per km².

## Demografie
Borgone Susa telt ongeveer 1048 huishoudens. Het aantal inwoners steeg in de periode 1991-2001 met 4,7% volgens cijfers uit de tienjaarlijkse volkstellingen van ISTAT.
| Jaar | Inwoneraantal |
| ---- | ------------- |
| 1991 | 2127          |
| 2001 | 2227          |

## Geografie
De gemeente ligt op ongeveer 394 m boven zeeniveau.
Borgone Susa grenst aan de volgende gemeenten: Condove, San Didero, Villar Focchiardo, Sant'Antonino di Susa.

## Externe link

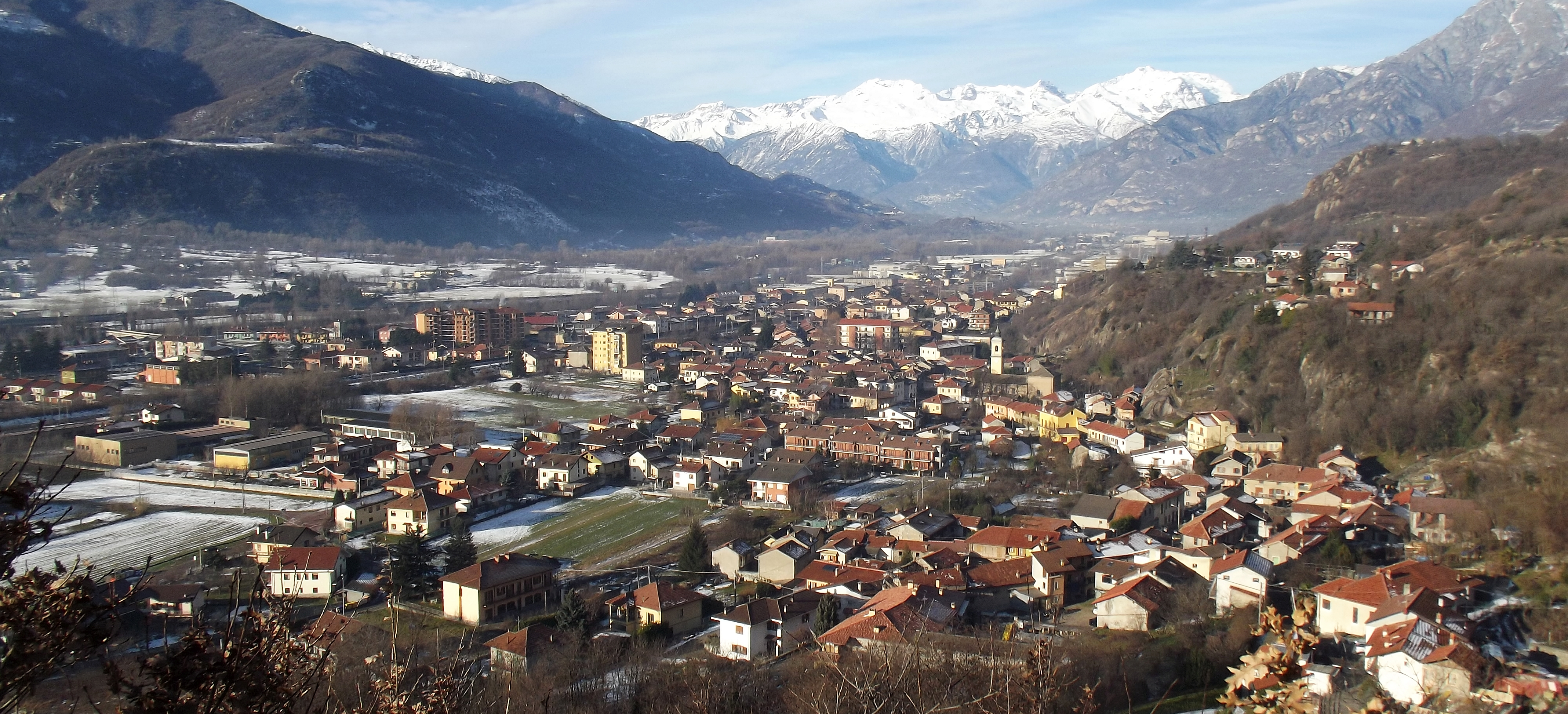
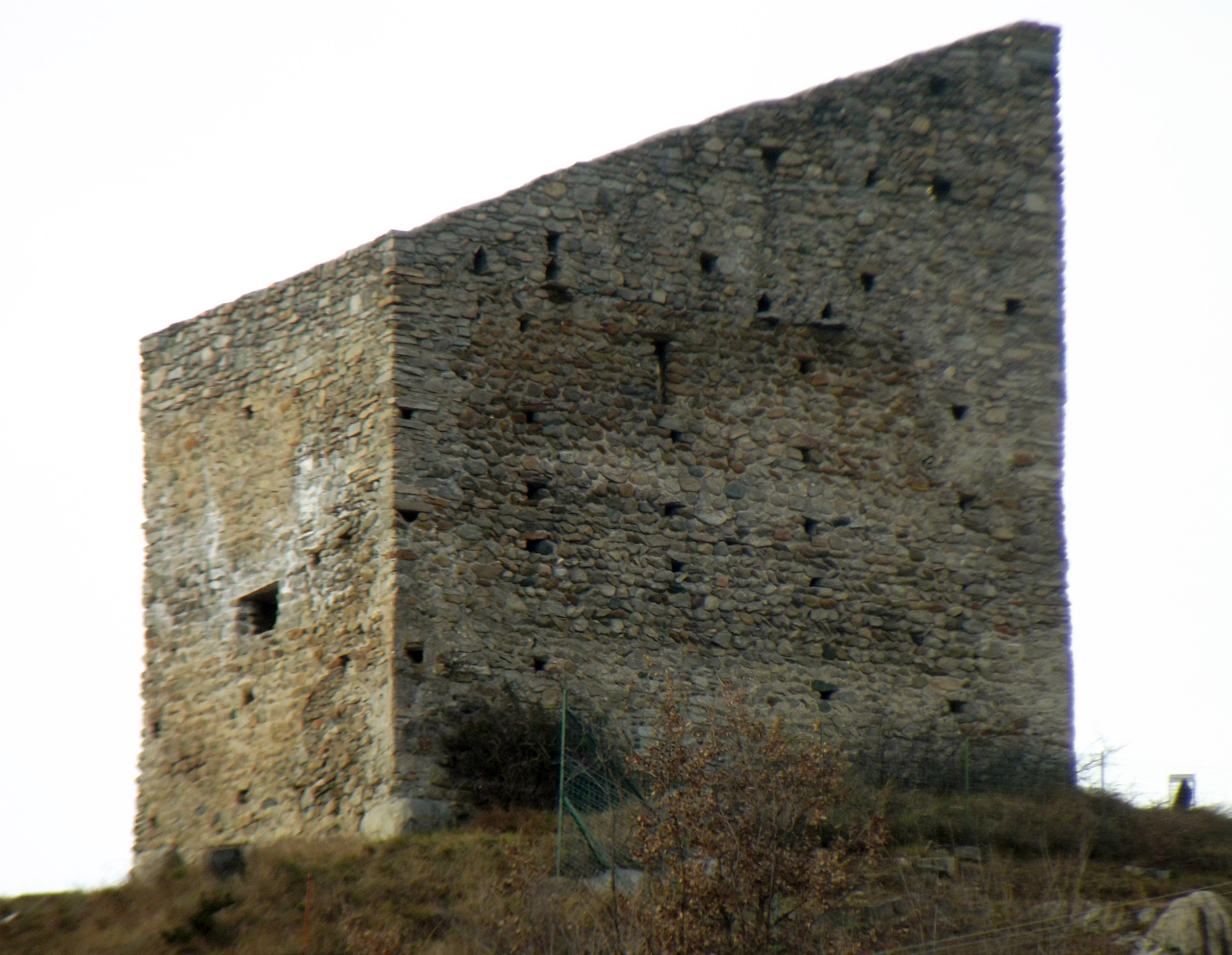
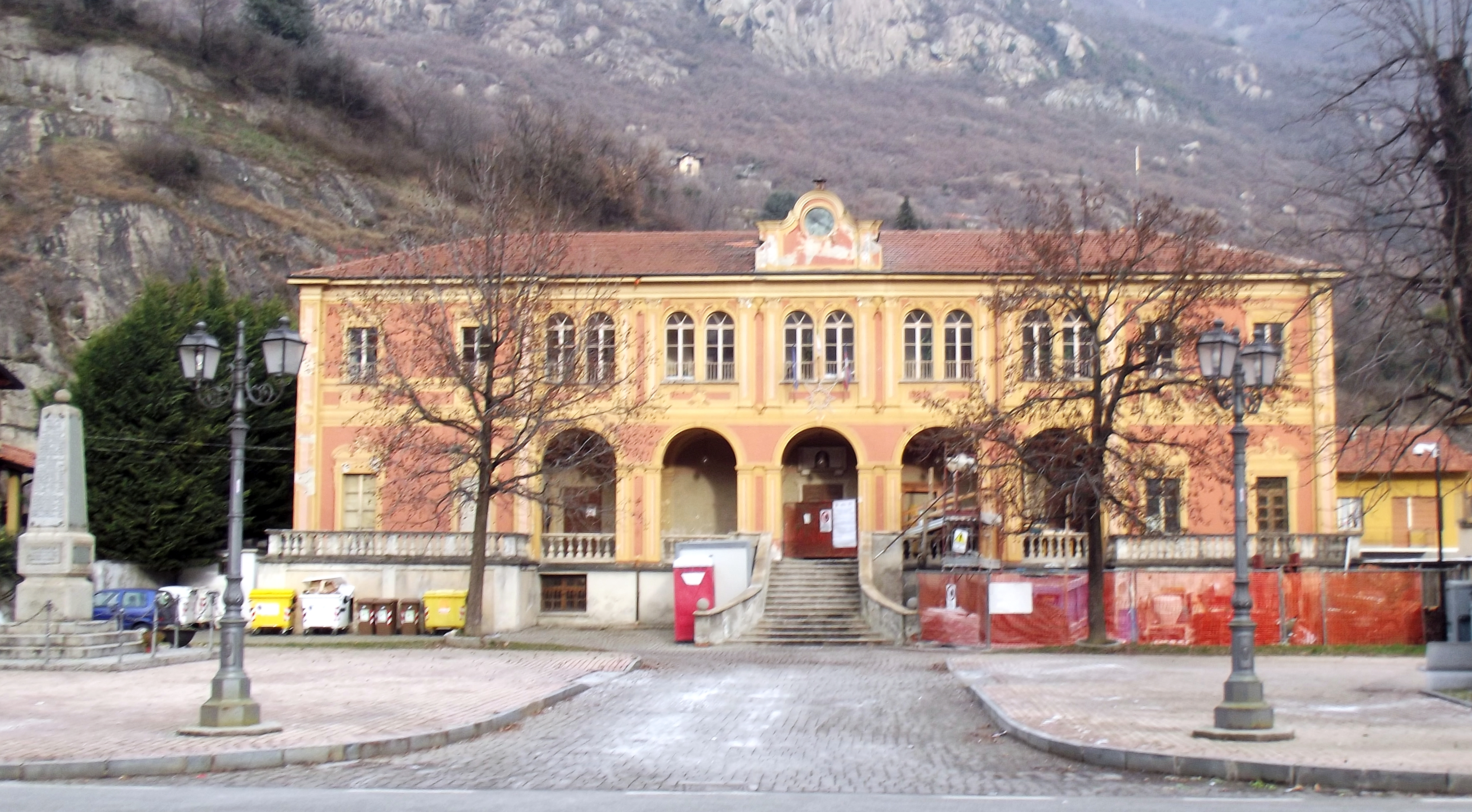